# Phytomyza kisakai
Phytomyza kisakai är en tvåvingeart som beskrevs av Mitsuhiro Sasakawa 1954. Phytomyza kisakai ingår i släktet Phytomyza och familjen minerarflugor. Inga underarter finns listade i Catalogue of Life.